# Un tiempo después
Un tiempo después fue un programa de televisión periodístico argentino conducido por Soledad Silveyra, emitido desde el 12 de junio de 2008 hasta el 8 de octubre de 2009 en Telefe, los miércoles a las 23:30.  
El enfoque estuvo en hechos y noticias de la historia argentina reciente para “tratar de comprender la sociedad a través de una reinterpretación del pasado”.
Por su labor como conductora, Silveyra obtuvo una nominación a los Premios Martin Fierro 2010.

## Temporadas

### Primera temporada
La primera temporada fue estrenada el 12 de junio de 2008. En la primera emisión, se abordó el caso de Rosana Galliano y el accidente de LAPA El final del primer año de emisión se dio el 27 de noviembre del mencionado año, con un informe sobre la crisis del 2001 y una entrevista a Nacha Guevara.
Otros temas tratados en esta primera temporada fueron la muerte de Poli Armentano, el día en que Domingo Cavallo lloró frente a Norma Plá, el caso Romina Tejerina, la caída del balcón de la vedette Alejandra Pradón, el mediático divorcio de la actriz Beatriz Salomón luego de la cámara oculta realizada a su expareja, las coimas en el Senado, el robo de las manos del General Juan Domingo Perón, el motín de Sierra Chica, la muerte del humorista Alberto Olmedo, la historia de Yiya Murano, y la reconstrucción del último vuelo de Carlitos Menem Junior.

### Segunda temporada
La segunda temporada comenzó el 20 de mayo de 2009 con una entrevista a la entonces presidenta de Argentina Cristina Fernández de Kirchner. La segunda emisión de la temporada, el 27 de mayo, fue una entrevista con el presidente de Paraguay Fernando Lugo.
El 16 de junio, Silveyra entrevistó a Fernando Peña para incluir este reportaje en un informe del programa sobre el cáncer. Al Peña fallecer al día siguiente, Telefe decidió no exhibir esta entrevista por respeto al entonces recién fallecido humorista.
Algunos de los temas tratados en la segunda temporada fueron: La tragedia del colegio Ecos, la muerte de Adrián Ghio, la masacre de Floresta, la década de los 1990s, el panorama musical de los 1970s, el fondo patriótico Islas Malvinas de la dictadura militar, y el caso Barreda.
La última emisión de la segunda temporada, y por ende la última emisión del programa, fue el 8 de octubre de 2009.